# 에릭 돌피
에릭 돌피(영어: Eric Dolphy, 1928년 6월 20일 ~ 1964년 6월 29일)는 미국의 재즈 작곡가다. 오넷 콜먼, 존 콜트레인과 함께 1960년대 프리 재즈의 3인방으로 꼽히는 알토 색소폰 주자이다.
오넷 콜먼의 파격성이나 존 콜트레인의 커리어에 비해 뒤늦게 프리 재즈 대열에 합류하여 그에 대한 인지도는 상대적으로 떨어졌지만 반면에 그는 무조건 조성을 파괴하기보다는 '예술적 구성미를 고려한 아방가르드 재즈'의 가능성을 제시하며 프리 재즈에 대한 논란을 잠재웠다.

## 생애
10대 후반부터 찰리 파커의 영향을 받은 비밥 스타일의 프로 연주자가 되었으며 1950년대 중반까지 제럴드 윌슨. 버디 콜렛 등의 밴드에서 활동하였다. 그의 연주가 재즈 팬들에게 높은 평가를 얻기 시작한 것은 1958년 치코 해밀턴 캄보 밴드의 멤버가 된 이후의 일이다. 이 밴드에서 독자적인 스타일을 모색해낸 에릭 돌피는 1959년에 찰스 밍거스 밴드에 참여하면서 진정한 아티스트의 반열에 올랐다. 이때부터 그는 기존의 비밥 스타일을 벗어나 불규칙한 멜로디와 리듬으로 격정적인 분위기를 구사하였다. 1960년에 앨범 <찰스 밍거스의 음악 선물>에서 자유분방한 연주를 발휘하여 호평을 받았으며 이 해에 첫번째 리더 작품인 <행성>을 발표하였다. 이 작품은 오넷 콜먼의 문제작 <프리 재즈>와 함께 1960년대 '프리 재즈'의 분수령이 되는 작품으로 평가 받는다.